# Aleksandr Makarow
Aleksandr Fiodorowicz Makarow (ros. Александр Фёдорович Макаров; ur. 11 lutego 1951 w Kasimowie) – radziecki lekkoatleta, który specjalizował się w rzucie oszczepem.
Srebrny medalista olimpijski z Moskwy. W 1970 roku zdobył srebrny krążek mistrzostw Europy juniorów. Trzykrotny uczestnik seniorskich mistrzostw Europy. Rekord życiowy 89,64 (27 lipca 1980, Moskwa).
Ojciec oszczepnika Siergieja Makarowa.

## Osiągnięcia
| Rok  | Impreza                     | Miejsce  | Lokata            | Wynik |
| ---- | --------------------------- | -------- | ----------------- | ----- |
| 1970 | Mistrzostwa Europy juniorów | Paryż    | 2. miejsce        | 74,92 |
| 1971 | Mistrzostwa Europy          | Helsinki | el. – 18. miejsce | 75,60 |
| 1974 | Mistrzostwa Europy          | Rzym     | el. – 15. miejsce | 77,92 |
| 1979 | Finał pucharu Europy        | Turyn    | 3. miejsce        | 82,26 |
| 1979 | Puchar świata               | Montreal | 5. miejsce        | 80,76 |
| 1980 | Igrzyska olimpijskie        | Moskwa   | 2. miejsce        | 89,64 |
| 1982 | Mistrzostwa Europy          | Ateny    | 6. miejsce        | 86,08 |